# Puente de la Paz (Reynosa)
El puente de la Paz, ubicado en la ciudad de Reynosa (Tamaulipas, México), tuvo una inversión aproximada de 217 millones de pesos por parte del gobierno del estado y fue inaugurado el 6 de julio de 2018  por el gobernador de Tamaulipas, Francisco García Cabeza de Vaca, donde también fue invitado el alcalde de la ciudad, José Alfonso Peña Rodríguez. Desde su inauguración el puente funge una labor importante en la fluidez del tráfico de la ciudad.

## Descripción
El Puente de la Paz forma parte del distribuidor vial de los bulevares Hidalgo y Mil Cumbres en la ciudad. Forma parte de los puentes con conceptos modernos. Por las noches el puente se ilumina de azul por el lugar de abajo y por el lugar de arriba predominan las luces blancas que iluminan casi todo el puente.